# Volsung
En la mitología nórdica, Völsung (nórdico antiguo Vǫlsungr) era un guerrero vikingo de la Era de Vendel (siglo V), hijo del caudillo Rerir y el primer referente de la dinastía Vǫlsungar, que acabaría sumida en la tragedia incluido uno de los más grandes héroes de leyenda, Sigurð. Su historia y la de su clan se registraron por primera vez en la Islandia medieval y es fuente primaria en el poema épico Cantar de los nibelungos (Nibelungenlied).
En Islandia, las historias de los Völsung se suplementan con el folclore propio de Escandinavia, incluido Helgi Hundingsbane, quien es protagonista de otra tradición paralela sobre el clan de los Ylfing, y completa material de poemas épicos de Edda poética y la saga Völsunga, ambas conservan material de poemas hoy perdidos.
Según la saga Völsunga, Völsung murió por una emboscada del rey de los gautas Siggeir y vengado por el último hijo vivo, Sigmund, y su hija Signý, que estaba casada con Siggeir. Völsung también aparece como Wæls en el poema épico Beowulf: un bardo danés de la corte de Hroðgar canta sobre él y su hijo Sigemund.